# Schlossmühle (Alme)

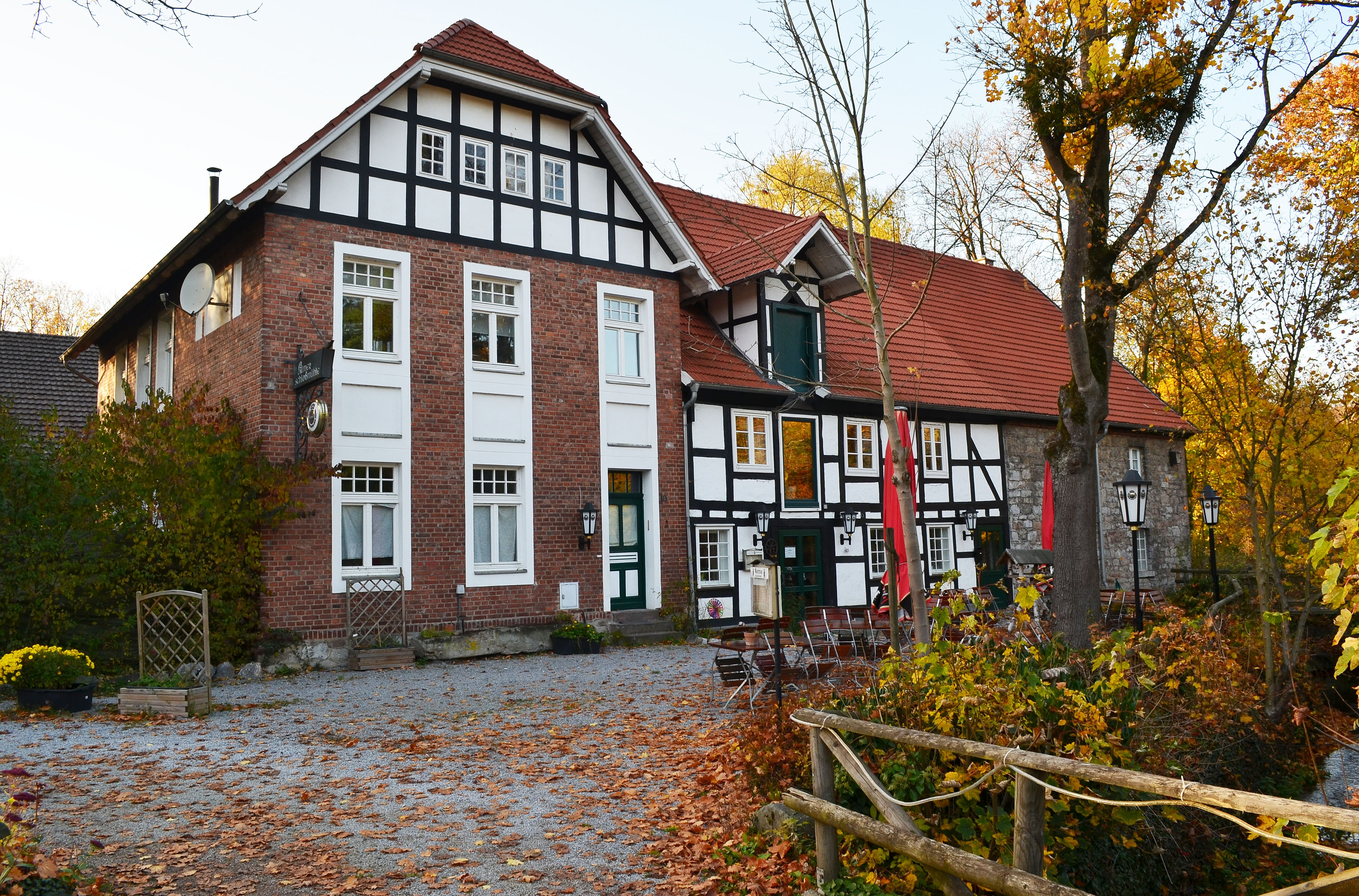
Schlossmühle in Alme

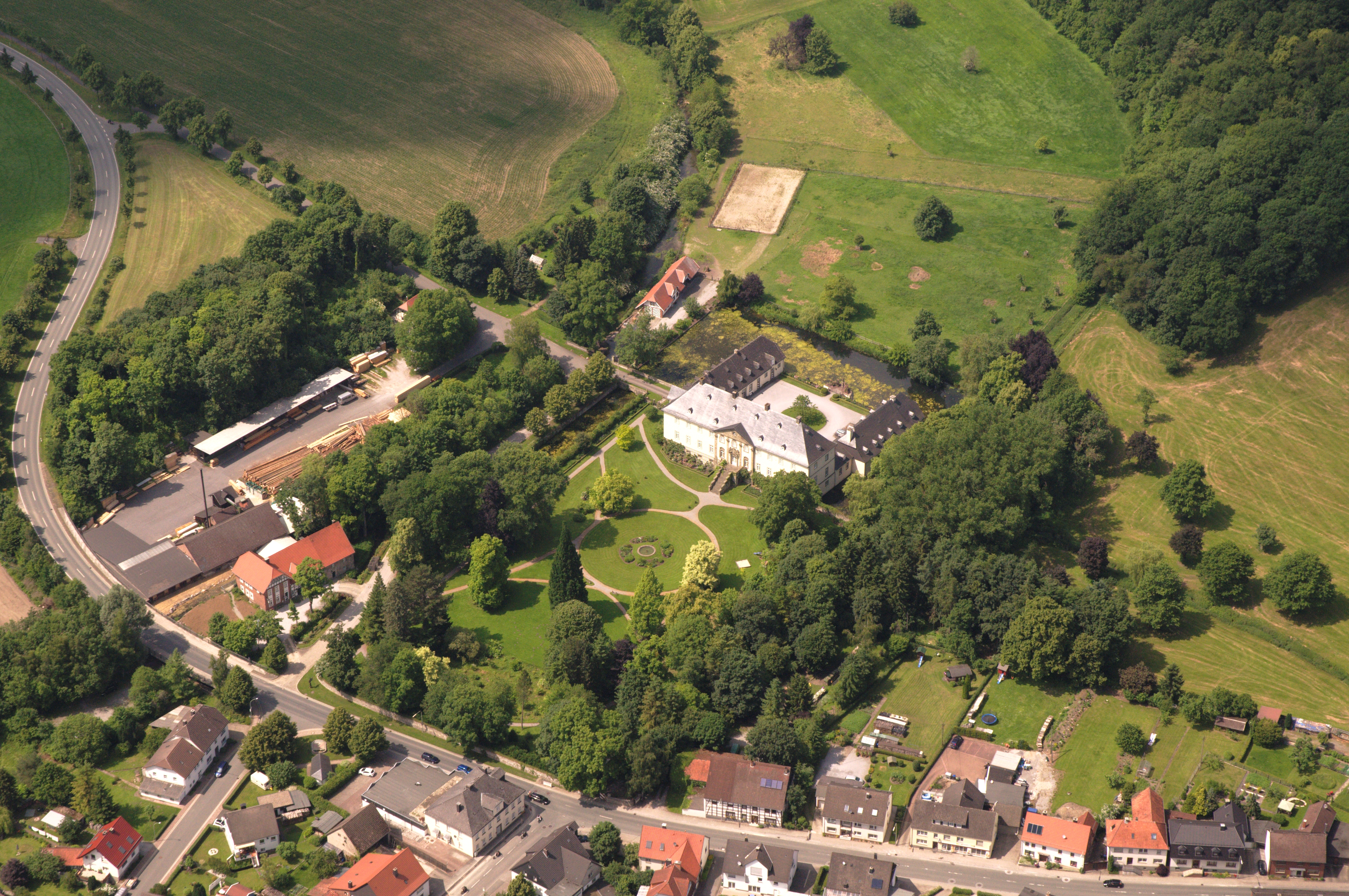
Schloss und Schlossmühle (links neben Schlosspark) auf Luftbild

Die Schlossmühle in der Schloßstraße 13 in Brilon-Alme ist eine denkmalgeschützte Mühle im Hochsauerlandkreis in Nordrhein-Westfalen. Sie liegt östlich des Flusses Alme. Von der Außenmauer des Schlossparks von Schloss Alme wird sie nur durch eine Straße getrennt. Schlossmühle und Schloss sind im Besitz vom Grafen von Spee.

## Geschichte der Schlossmühle

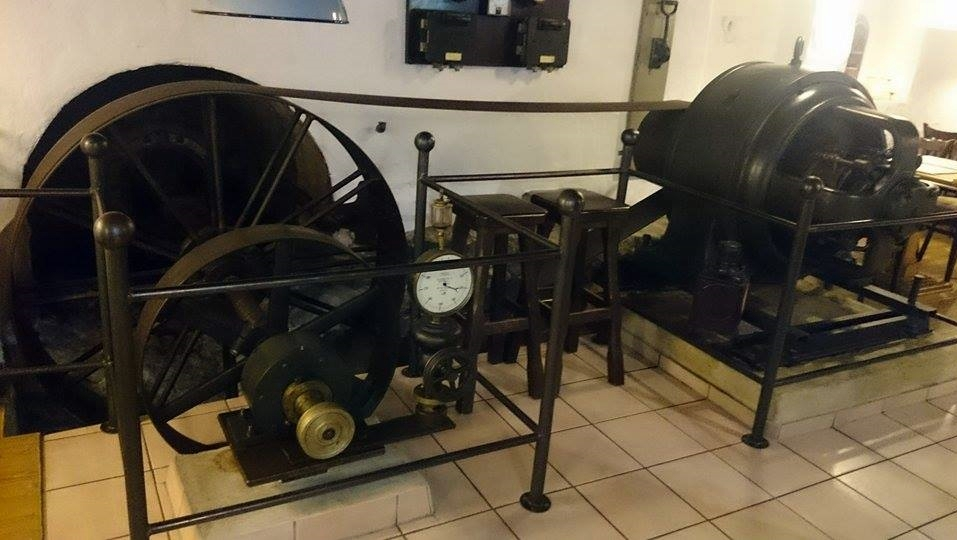
Gerätschaften der Mühle

Die Almer Schlossmühle wurde ab 1870/80 in drei Bauabschnitten erbaut. Auf der Nordseite befindet sich ein Bruchsteinteil. In der Mitte ein Fachwerkteil und links ein Backsteinteil. Der Backsteinteil wurde 1900 als letzter Bauabschnitt errichtet. Im Bruchsteinteil befand sich bis in die 1960er Jahre eine Bäckerei. Im Fachwerkteil befand sich die Mühle und im Backsteinteil der Wohnbereich. Oberhalb Mühle an der Alme befand sich ein Wehr. Von diesem ging ein Mühlengraben zur Mühle. Die Mühle wurde als Mahlmühle für Getreide und als Sägemühle genutzt. Um 1900 gab es allein in Alme vier Getreidemühlen und zwei Sägemühlen. Ab 1910 wurde die Mühle nur noch im Nebenerwerb betrieben. 1964 wurden Bäckerei und Mühle geschlossen.
Die Mühle arbeitete bis 1905/07 mit einem oberschlägigen Wasserrad, bei dem das Wasser von oben auf das Wasserrad fällt. Dann wurde eine Francisturbine mit 20 kW zur Stromerzeugung eingebaut. Der Strom trieb zunächst nur die Säge- und Mahlmühle an. Ab 1914/15 nutzt der Müller den Strom auch in seinem Wohnbereich. Als es wegen des Ersten Weltkriegs einen Petroleummangel gab, wurde der Strom der Mühle auch zur Stromversorgung von Alme genutzt. Dazu wurde in Eigenarbeit des Dorfes ein Stromnetz im Dorf aufgebaut und in der Mühle ein stärkerer Generator installiert. Erst 1958 übernahm in Alme die VEW die Stromversorgung. Die Francisturbine der Mühle wird auch heute noch zur Stromerzeugung genutzt.
1997 wurde die Schlossmühle restauriert.

## Restaurant Almer Schlossmühle
1998 wurde das Restaurant Almer Schlossmühle eröffnet. Im November 2013 übernahm Martin Steiner das Restaurant Almer Schlossmühle. Das Restaurant wurde für 2015 und 2016 vom Restaurantführer Gault-Millau mit 13 Punkten bewertet und erhielt eine Mütze („Sehr gute Küche“). Vom Restaurantführer Guide Michelin wurde das Restaurant mit dem Bib Gourmand ausgezeichnet.
Der 1979 geborene Koch Martin Steiner stammt aus Villach in Kärnten. Er arbeitete früher als Chefkoch im Max on One in Frankfurt.